# (10972) Merbold
(10972) Merbold (1188 T-2) – planetoida z pasa głównego asteroid okrążająca Słońce w ciągu 3,84 lat w średniej odległości 2,45 j.a. Odkryła ją 29 września 1973 roku trójka holenderskich astronomów – Cornelis Johannes van Houten, Ingrid van Houten-Groeneveld i Tom Gehrels.